# 路易·杜蒙
路易·杜蒙（法語：Louis Dumont，1911年8月11日—1998年11月19日），是法國人類學家。於1911年生於奧斯曼帝國塞薩洛尼基，於1998年卒於法國巴黎。他在1950年代於牛津大學擔任副教授，曾任巴黎社會科學高等學院主任。杜蒙是印度文化與社會的專家，他也研究西方文化的社會哲學與意識形態。 

## 作品
他的作品包括《階序人：卡斯特體系及其衍生現象》（Homo Hierarchicus: Essai sur le système des castes）（1966），《從曼德維爾到馬克斯：經濟意識形態的誕生與勝利》（From Mandeville to Marx: The Genesis and Triumph of Economic Ideology）（1977）與《個人主義論文集》（Essais sur l'individualisme: Une perspective anthropologique sur l'idéologie moderne）（1983），在這本書他比較了整體論與個人主義。 

## 引用文獻
1. ↑  中文譯本譯者為王志明，遠流出版事業公司，2007年再版。ISBN 9789573228950

## 外部連結
- 《科學》週刊訃聞 The Obituary Page - Science 1998 （页面存档备份，存于）